# Colostygia
Genre
Colostygia est un genre de lépidoptères (papillons) de la famille des Geometridae.

## Espèces rencontrées en Europe
- Colostygia aptata (Hübner, 1813)
- Colostygia aqueata (Hübner, 1813)
  - Colostygia aqueata aqueata (Hübner, 1813)
  - Colostygia aqueata herzegovinensis (Rebel, 1901)
  - Colostygia aqueata nevadensis (Reisser, 1931)
  - Colostygia aqueata pyrenaeata (Bubacek, 1924)
- Colostygia austriacaria (Herrich-Schäffer, 1852)
  - Colostygia austriacaria austriacaria (Herrich-Schäffer, 1852)
  - Colostygia austriacaria distans Krampl & Marek, 1991
  - Colostygia austriacaria gremmingeri (Schawerda, 1942)
  - Colostygia austriacaria hoefneri (Schawerda, 1942)
  - Colostygia austriacaria noricaria Löberbauer, 1955
- Colostygia cyrnea (Wehrli, 1925)
- Colostygia fitzi (Schawerda, 1914)
- Colostygia hilariata (Pinker, 1954)
- Colostygia kitschelti (Rebel, 1934)
- Colostygia kollariaria (Herrich-Schäffer, 1848)
- Colostygia laetaria (de La Harpe, 1853)
- Colostygia multistrigaria (Haworth, 1809)
  - Colostygia multistrigaria multistrigaria (Haworth, 1809)
  - Colostygia multistrigaria olbiaria (Millière, 1865)
- Colostygia olivata (Denis & Schiffermüller, 1775)
  - Colostygia olivata gigantea (Pinker, 1953)
  - Colostygia olivata olivata (Denis & Schiffermüller, 1775)
- Colostygia pectinataria (Knoch, 1781) - Cidarie verdâtre
- Colostygia puengeleri (Stertz, 1902)
  - Colostygia puengeleri bavaricaria Löberbauer, 1955
  - Colostygia puengeleri puengeleri (Stertz, 1902)
  - Colostygia puengeleri sauteri Rezbanyai, 1977
  - Colostygia puengeleri varonaria (Vorbrodt & Müller-Rutz, 1913)
- Colostygia sericeata (Schwingenschuss, 1926)
- Colostygia stilpna (Prout, 1924)
  - Colostygia stilpna mounieri Herbulot, 1945
  - Colostygia stilpna stilpna (Prout, 1924)
- Colostygia tempestaria (Herrich-Schäffer, 1852)
- Colostygia turbata (Hübner, 1799)
  - Colostygia turbata fuscolimbata (Tengström, 1875)
  - Colostygia turbata pyrenaearia (Oberthür, 1882)
  - Colostygia turbata turbata (Hübner, 1799)
- Colostygia wolfschlaegerae (Pinker, 1953)